# Hambach (Bühler)
Der Hambach, auf überregionalen Karten meist als Hahnbach eingetragen, ist ein etwa zwei Kilometer langer Bach im Gemeindegebiet von Obersontheim im Landkreis Schwäbisch Hall im nordöstlichen Baden-Württemberg, der zwischen den Steinbrüchen von Obersontheim-Ummenhofen und Vellberg-Eschenau von rechts und Osten in die mittlere Bühler mündet.

## Geographie

### Verlauf
Der Hambach entsteht an der bewaldeten Keuperstufe am Westabfall des bis zu 505,9 m ü. NHN hohen Hahnenbergs im Nordosten des Obersontheimer Gemeindegebietes in einem großen Hanggewann, das seinen Namen trägt. Er läuft aus mehreren kleinen Klingen-Zweigen zusammen, die je nach Jahreszeit auch größtenteils trocken liegen können. Der vermutlich längste Ast entspringt in einem solchen Klingenriss auf etwa 430 m ü. NHN etwa 300 Meter nördlich des auffälligen Laufknicks des benachbarten Birkelbachs. Diese auffällige Geländerinne zieht – sommers mit meist trockenem Grund, aber mit erkennbarem, nicht von Laub verschüttetem Bett – etwa einen halben Kilometer weit nordwestlich, wo der Bach dann auf etwa 400 m ü. NHN sämtliche anderen oberen Quelläste von rechts eingesammelt hat und sich westsüdwestwärts wendet.
Etwa zweihundert Meter weiter fließt ein weiterer Ast aus dem Südosten zu, der nahe am Waldweg vom Gewann Speckrain ins Gewann Hambach entsteht und nur bis zu etwa 0,3 km lang ist. Weniger als hundert Meter danach tritt der Hambach an den Wiesenrand und schlängelt sich diesem entlang etwa 200 Meter lang bis zu einer Feldwegquerung mit Rohr auf etwas über 385 m ü. NHN, an der dann auch linksseits der Wald endet. In einer stillen Wiesenbucht zwischen den bis zu den Kämmen hoch bewaldeten Hahnenberg-Spornen Hammersberg rechts und Speckrain links zieht er, zunächst in bei hohem Gras kaum erkennbarer Rinne, später mit sehr spärlichem Buschbewuchs an deren nun größerer Eintiefung. nach Südwesten bis zur K 2619 Untersontheim–Merkelbach, die von Süden her auf einem Pass über den schon niedrigen Speckrain in die siedlungsfreie Erosionsbucht des Bachs eintritt und sie über eine ebenso niedrige Kuppe zwischen dem Hammersberg und einem diesem vorgelagerten runden Berghöcker mit Wasserreservoir auf dem Gipfel wieder verlässt.
Am Rand der Kreisstraße läuft ein bis zu 0,6 km langes Bächlein aus dem Ostsüdosten zu, das nah am Speckrain-Kamm entsteht, worauf sich der Hambach in die Laufrichtung dieses größten Zuflusses wendet und die Kreisstraße unterquert. Auf deren Westseite zieht er in steiler und enger Talkmulde talwärts, zwischen der nun mit Feldern bedeckten Speckrain-Fortsetzung Hahnenberg zur Linken und dem dessen Basis schon abgrabenden Eschenauer Steinbruch und dem Wasserreservoir-Höcker darüber zur Rechten. Bald mündet er auf unter 370 m ü. NHN in seinem zur Klinge gewordenen Tälchen in einen erst in der zweiten Hälfte des 20. Jahrhunderts angelegten, hoch angestauten Teich eines Fischereivereins von weniger als 0,4 ha Fläche. Diesen Teich verlässt er in einem Rohr durch den Damm, stürzt auf dem letzten waldigen Klingenabschnitt zwischen offenbar beim Dammbau nicht verwendeten oder abgestürzten großen Muschelkalkblöcken bis zur schmalen Flussaue hinunter. Aus seinem auf den letzten Metern in den Auenlehm eingeschnittenen Bett ergießt er sich schließlich von rechts in die hier rund 353,5 m ü. NHN hoch stehende mittlere Bühler.
Der Hambach ist vom genannten Ursprung an etwa 2,1 km lang, er mündet etwa 77 Höhenmeter unter diesem und hat ein mittleres Sohlgefälle von rund 38 ‰.

### Einzugsgebiet
Der Hambach entwässert etwa 1,2 km². Sein Einzugsgebiet gehört in naturräumlicher Sicht mit dem bewaldeten östlichen Anteil und den Spornbacken beiderseits des Mittellaufs zum Unterraum Burgberg-Vorhöhen und Speltachbucht der Schwäbisch-Fränkischen Waldberge, mit dem westlichen zum Unterraum Vellberger Bucht des Naturraums Hohenloher und Haller Ebene, der Keuperrandbucht der Bühler, die er mit seiner kleinen Seitenbucht erweitert.
Die nordnordwestliche Wasserscheide, nur am Unterlauf durch die wachsende Steinbruchgrube etwas gestört, läuft geradewegs über den ausgeprägten Kamm seines Vorhöckers und des Hammerbergs von der Mündung zum mit 505,9 m ü. NHN höchsten Punkt des Hahnenbergs. Der steile Kamm trennt von der Talmulde des wenig weiter abwärts in die Bühler mündenden Eschenauer Lanzenbachs. An diesem höchsten und auch östlichsten Punkt des Einzugsgebietes setzt ein Stück südöstlicher Wasserscheide vom Hahnenberg bis zum östlichen Speckrain an, hinter dem der Häfnerbach zum oberen und der Birkelbach zum mittleren Nesselbach laufen, einem merklich höheren rechten Bühlerzufluss. Hinter dem übrigen Speckrain-Kamm fließt der nächstobere Speckbach ebenfalls zur Bühler.
Auf über zwei Drittel des Einzugsgebietes steht Wald – geschlossen im Osten, seitlich an den Hängen der beiden die Talmulde begrenzenden Kämme, zuletzt auch nur kleinflächig nahe der Mündung in der untersten Klinge. Im offenen Flurbereich liegen auf dem flachen Vordersporn Hahnenberg des Speckrains Felder, sonst gibt es fast nur Wiesen oder Obstwiesen. Von einem winzigen Zwickel Frankenhardter Gemarkung auf dem gewässerlosen Hochplateau des Hahnenbergs ganz im Osten abgesehen, liegt das gesamte Gebiet auf der Untersontheimer Teilgemarkung der Gemeinde Obersontheim. Besiedlung gibt es nirgends.

## Geologie
Die höchste tertiäre geologische Schicht im Einzugsgebiet ist der Kieselsandstein (Hassberge-Formation), aus dem die Hochfläche des Hahnenbergs ganz im Osten des Einzugsgebiets besteht. Darunter folgen Untere Bunte Mergel (Steigerwald-Formation) und ein Streifen von Schilfsandstein (Stuttgart-Formation). Die Bachquelle liegt erst darunter im oberen Gipskeuper (Grabfeld-Formation). Der oberste, nordwestwärts laufende Klingenriss ist wohl in die stufenbildende Corbula-Schicht eingegraben, die linker Hand für ein auffälliges kleines Geländeplateau verantwortlich sein dürfte. Im Gipskeuper bleibt der Bachlauf dann lange bis in seine weite Wiesenmulde etwas vor der Kreisstraße, in welcher breit quartäres Auensediment liegt. Danach folgt im Bereich des sich wieder stärker einschneidenden Untertals der Lettenkeuper (Erfurt-Formation) und zuletzt der Obere Muschelkalk, auf den der Abbau der dicht ans Tal grenzenden Steinbrüche von Ummenhofen bühleraufwärts und von Eschenau bühlerabwärts geht.
Das Einzugsgebiet des Hambachs liegt an der Kreuzung zweier größerer tektonischer Strukturen. Die längere davon, die hier etwa von Westsüdwesten nach Ostnordosten ziehende Neckar-Jagst-Senke, ist am diesseitigen oberen Hang des Speckrains als Verwerfung ausgebildet, welche eine jenseits von ihr bis in den Kieselsandstein reichende kleine rechteckige Bruchscholle auf dem Speckrain begrenzt, die tektonisch tief liegt, so dass der inselhaft deckende Kieselsandstein an ihr schon bei etwa 455 m ü. NHN einsetzt, während sie auf dem (großen, östlichen) Hahnenberg erst bei etwa 490 m ü. NHN beginnt.
Die weniger lange Struktur ist die meist ungefähr an der Ostseite der Bühlertales von Südosten nach Nordwesten ziehende Vellberger Störung, die nach vermutetem Anfang nahe dem Nesselbach-Lauf im Bereich der genannten Tiefscholle aussetzt, dann in der Mulde des mittleren Hambachs vermutlich Gipskeuper im Nordosten gegen Lettenkeuper im Südwesten versetzt und schließlich über den Höcker vor dem Hammersberg das Einzugsgebiet verlässt, wo sie gut nachgewiesen ist; jenseits im nördlichen Teil des Eschenauer Steinbruchs ist sie sehr gut aufgeschlossen. Die tektonisch tiefere Scholle liegt bei ihr im Nordosten.
Etwas weiter abwärts quert noch eine sehr kurze, über den kleinen Pass auf dem Speckrain kommende Störung etwa auf der Trasse der Kreisstraße die Hambachmulde, sie versetzt auf dem als Hohlweg laufenden Pass Gipskeuper auf dem Speckrain im Osten gegen Lettenkeuper auf dem westlichen Spornausläufer Hahnenberg des Speckrains.
Vom anderen kleinen Pass der Kreisstraße über die Kuppe zwischen seinem westlichen Vorhöcker und dem Hammersberg aus führt ein meist unbefestigter Kammweg ostwärts bis auf die Hahnenberg-Hochebene. Er macht in Gestalt flacher und leicht ansteigender Abschnitte in Gipskeuper und Schilfsandstein und eines lehmigen Hohlwegabschnitts in den Unteren Bunten Mergeln recht gut die Abfolge der Keuper-Schichten deutlich.
Die beiden Steinbrüche beidseits des Unterlaufs sind Geotope.

### LUBW
Amtliche Online-Gewässerkarte mit passendem Ausschnitt und den hier benutzten Layern: Lauf und Einzugsgebiet des Hambachs

Allgemeiner Einstieg ohne Voreinstellungen und Layer: Daten- und Kartendienst der Landesanstalt für Umwelt Baden-Württemberg (LUBW) (Hinweise)
1. 1 2 3 4  Höhe nach dem Höhenlinienbild auf dem Hintergrundlayer Topographische Karte.
2. 1 2 3  Länge abgemessen auf dem Hintergrundlayer Topographische Karte.
3. ↑  Einzugsgebiet abgemessen auf dem Hintergrundlayer Topographische Karte.
4. 1 2  Höhe nach schwarzer Beschriftung auf dem Hintergrundlayer Topographische Karte.
5. ↑  Seefläche nach dem Layer Stehende Gewässer.

### Andere Belege
1. ↑  Nach mit schwarzem Dreieck markierter Flusshöhe auf dem Meßtischblatt 6925 Obersontheim von 1936 in der Deutschen Fotothek; die Steinbrüche sind auf den neueren Karten so sehr an den Flusslauf herangerückt, dass dort weder Platz für eine Höhenangabe ist noch Höhenlinien ablesbar sind.
2. ↑  Wolf-Dieter Sick: Geographische Landesaufnahme: Die naturräumlichen Einheiten auf Blatt 162 Rothenburg o. d. Tauber. Bundesanstalt für Landeskunde, Bad Godesberg 1962. → Online-Karte (PDF; 4,7 MB)
3. ↑  Geologie nach der unter → Literatur aufgeführten geologischen Karte. Einen gröberen Überblick verschafft auch: Mapserver des Landesamtes für Geologie, Rohstoffe und Bergbau (LGRB) (Hinweise)
4. ↑  Geotopsteckbrief des Steinbruchteils am Hahnenberg des Ummenhofener Steinbruchs.
5. ↑  Geotopsteckbrief des Eschenauer Steinbruchs.